# Communes du canton de Thurgovie

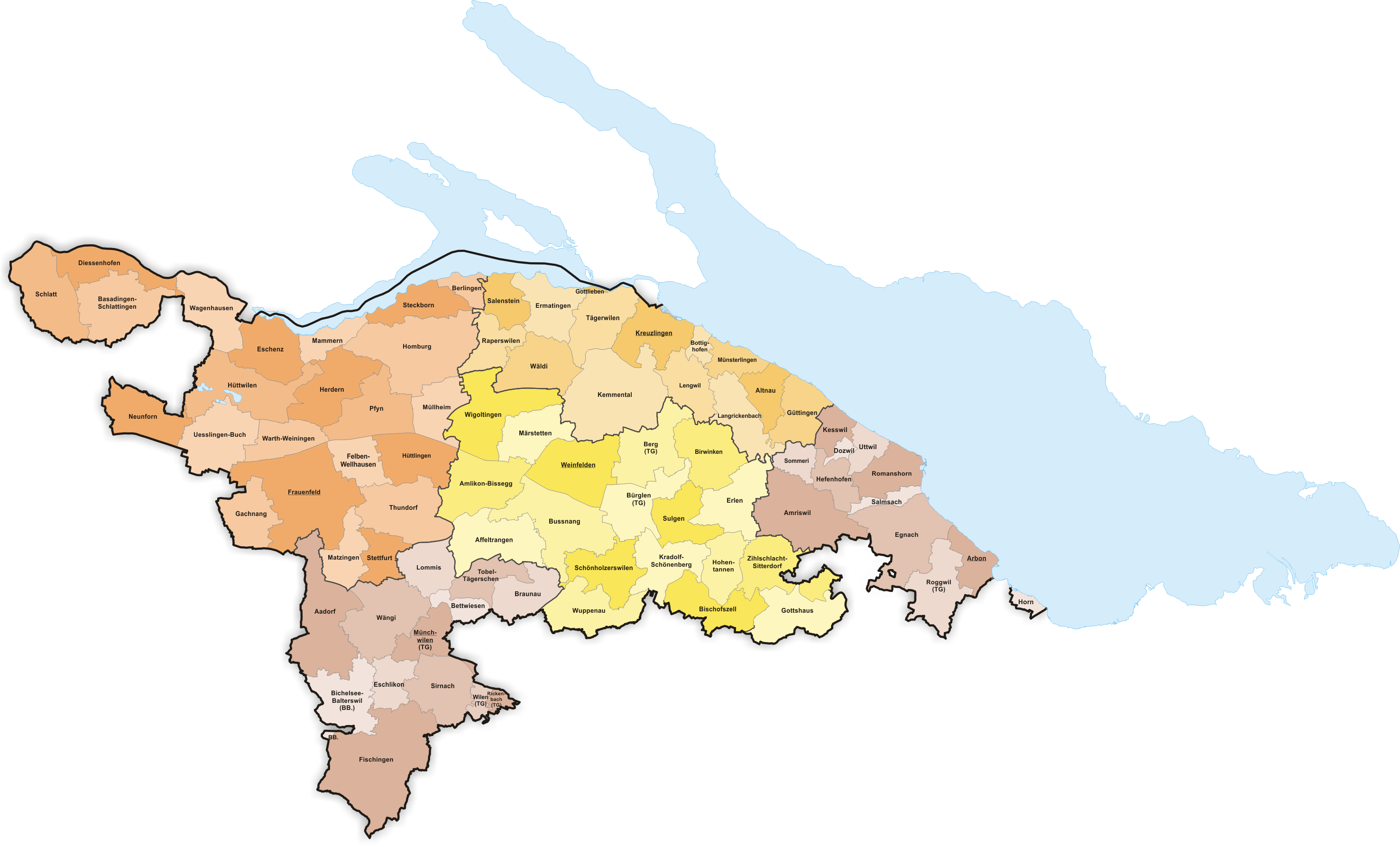
Carte du canton de Thurgovie présentant sa division en communes en 2011.

Cet article présente une liste des communes du canton de Thurgovie.
En 2011, le canton de Thurgovie compte 80 communes, réparties en 5 districts.
Le canton s'étend également sur une partie du lac de Constance, sans que cette zone ne fasse partie d'aucune commune ; La superficie cantonale incluant cette part de lac, celle-ci est comprise dans la liste ci-dessous.

## Le dualisme municipal
Jusqu'en 2000, le canton comportait une particularité unique en Suisse : le dualisme municipal. Historiquement, le canton était organisé en :
- 38 communes municipales (ou municipalités, Munizipalgemeinde en allemand) comprenant 144 communes locales (Ortsgemeinde en allemand) ;
- 35 communes municipales ne comptant qu'une seule commune locale (Einheitsgemeinde en allemand).

Au total il y avait donc 73 municipalités, uniques ou non, et 144 communes locales.
La municipalité avait pour but principal d'exécuter des tâches déléguées par le canton (état civil, impôts), et était équivalente aux communes des autres cantons.
La commune locale est issue de l'ancienne commune d'ayants droit et de bourgeois, qui évolue par la suite pour devenir une commune bourgeoise formant une corporation de droit public. De 1944 jusqu'à leur disparition, elles pouvaient octroyer le droit de cité.
La moitié des municipalités ne comptait qu'une seule commune locale : afin de simplifier l'organisation territoriale, elles eurent le droit de fusionner leurs biens et administrations en 1851, ce qui devint une obligation en 1874. Ensuite, comme en 1919 à Frauenfeld, les communes municipales fusionnèrent avec l'ensemble de leurs communes locales. Un terme fut créé en 1944 pour ces communes, Einheitsgemeinde (qui n'a pas d'équivalent en français, qu'on peut traduire par Commune unique), afin de les désigner sans utiliser les autres termes impropres par rapport à leur organisation unifiée.
La réforme de la constitution cantonale en 1987 change l'organisation communale du canton, en ne reconnaissant qu'une seule forme de commune ; dès lors le canton impose la fusion des communes. À l'issue de cette réforme en 2000, le canton se compose de 80 communes politiques uniques, comme pour les autres cantons.

## Liste
La liste des 80 communes du canton de Thurgovie :
| Nom                        | N° OFS | District    | Population (décembre 2022) | Superficie (km2) | Densité (hab./km2) |
| -------------------------- | ------ | ----------- | -------------------------- | ---------------- | ------------------ |
| Aadorf                     | 4551   | Münchwilen  | +009 422,                  | +0019,93         | 473                |
| Affeltrangen               | 4711   | Weinfelden  | +002 786,                  | +0014,42         | 193                |
| Altnau                     | 4641   | Kreuzlingen | +002 347,                  | +0006,68         | 351                |
| Amlikon-Bissegg            | 4881   | Weinfelden  | +001 373,                  | +0014,43         | 95                 |
| Amriswil                   | 4461   | Arbon       | +014 313,                  | +0019,02         | 753                |
| Arbon                      | 4401   | Arbon       | +015 459,                  | +0005,94         | 2603               |
| Basadingen-Schlattingen    | 4536   | Frauenfeld  | +001 846,                  | +0015,64         | 118                |
| Berg                       | 4891   | Weinfelden  | +003 532,                  | +0013,09         | 270                |
| Berlingen                  | 4801   | Frauenfeld  | +000928,                   | +0003,56         | 261                |
| Bettwiesen                 | 4716   | Münchwilen  | +001 275,                  | +0003,85         | 331                |
| Bichelsee-Balterswil       | 4721   | Münchwilen  | +003 007,                  | +0012,27         | 245                |
| Birwinken                  | 4901   | Weinfelden  | +001 381,                  | +0012,35         | 112                |
| Bischofszell               | 4471   | Weinfelden  | +006 064,                  | +0011,62         | 522                |
| Bottighofen                | 4643   | Kreuzlingen | +002 696,                  | +0002,39         | 1128               |
| Braunau                    | 4723   | Münchwilen  | +000855,                   | +0009,17         | 93                 |
| Bürglen                    | 4911   | Weinfelden  | +004 067,                  | +0011,68         | 348                |
| Bussnang                   | 4921   | Weinfelden  | +002 546,                  | +0018,91         | 135                |
| Diessenhofen               | 4545   | Frauenfeld  | +004 118,                  | +0010,12         | 407                |
| Dozwil                     | 4406   | Arbon       | +000715,                   | +0001,32         | 542                |
| Egnach                     | 4411   | Arbon       | +004 897,                  | +0018,42         | 266                |
| Erlen                      | 4476   | Weinfelden  | +003 888,                  | +0012,19         | 319                |
| Ermatingen                 | 4646   | Kreuzlingen | +003 770,                  | +0010,44         | 361                |
| Eschenz                    | 4806   | Frauenfeld  | +001 882,                  | +0012,01         | 157                |
| Eschlikon                  | 4724   | Münchwilen  | +004 847,                  | +0006,21         | 781                |
| Felben-Wellhausen          | 4561   | Frauenfeld  | +003 199,                  | +0007,38         | 433                |
| Fischingen                 | 4726   | Münchwilen  | +002 933,                  | +0030,62         | 96                 |
| Frauenfeld                 | 4566   | Frauenfeld  | +026 093,                  | +0027,37         | 953                |
| Gachnang                   | 4571   | Frauenfeld  | +004 564,                  | +0009,72         | 470                |
| Gottlieben                 | 4651   | Kreuzlingen | +000345,                   | +0000,33         | 1045               |
| Güttingen                  | 4656   | Kreuzlingen | +001 716,                  | +0009,49         | 181                |
| Hauptwil-Gottshaus         | 4486   | Weinfelden  | +002 040,                  | +0012,49         | 163                |
| Hefenhofen                 | 4416   | Arbon       | +001 309,                  | +0006,05         | 216                |
| Herdern                    | 4811   | Frauenfeld  | +001 136,                  | +0013,67         | 83                 |
| Hohentannen                | 4495   | Weinfelden  | +000661,                   | +0008,           | 83                 |
| Homburg                    | 4816   | Frauenfeld  | +001 579,                  | +0024,15         | 65                 |
| Horn                       | 4421   | Arbon       | +002 907,                  | +0001,72         | 1690               |
| Hüttlingen                 | 4590   | Frauenfeld  | +000852,                   | +0011,6          | 73                 |
| Hüttwilen                  | 4821   | Frauenfeld  | +001 775,                  | +0017,66         | 101                |
| Kemmental                  | 4666   | Kreuzlingen | +002 729,                  | +0025,02         | 109                |
| Kesswil                    | 4426   | Arbon       | +001 007,                  | +0004,47         | 225                |
| Kradolf-Schönenberg        | 4501   | Weinfelden  | +003 669,                  | +0010,96         | 335                |
| Kreuzlingen                | 4671   | Kreuzlingen | +022 788,                  | +0011,49         | 1983               |
| Langrickenbach             | 4681   | Kreuzlingen | +001 442,                  | +0010,85         | 133                |
| Lengwil                    | 4683   | Kreuzlingen | +001 759,                  | +0008,89         | 198                |
| Lommis                     | 4741   | Münchwilen  | +001 254,                  | +0008,6          | 146                |
| Mammern                    | 4826   | Frauenfeld  | +000693,                   | +0005,42         | 128                |
| Märstetten                 | 4941   | Weinfelden  | +002 927,                  | +0009,97         | 294                |
| Matzingen                  | 4591   | Frauenfeld  | +003 112,                  | +0007,71         | 404                |
| Müllheim                   | 4831   | Frauenfeld  | +003 218,                  | +0008,73         | 369                |
| Münchwilen                 | 4746   | Münchwilen  | +005 854,                  | +0007,79         | 751                |
| Münsterlingen              | 4691   | Kreuzlingen | +003 522,                  | +0005,42         | 650                |
| Neunforn                   | 4601   | Frauenfeld  | +001 088,                  | +0011,36         | 96                 |
| Pfyn                       | 4841   | Frauenfeld  | +002 208,                  | +0013,18         | 168                |
| Raperswilen                | 4846   | Kreuzlingen | +000435,                   | +0007,67         | 57                 |
| Rickenbach                 | 4751   | Münchwilen  | +002 999,                  | +0001,56         | 1922               |
| Roggwil                    | 4431   | Arbon       | +003 358,                  | +0012,04         | 279                |
| Romanshorn                 | 4436   | Arbon       | +011 556,                  | +0008,75         | 1321               |
| Salenstein                 | 4851   | Kreuzlingen | +001 440,                  | +0006,54         | 220                |
| Salmsach                   | 4441   | Arbon       | +001 576,                  | +0002,7          | 584                |
| Schönholzerswilen          | 4756   | Weinfelden  | +000882,                   | +0010,94         | 81                 |
| Sirnach                    | 4761   | Münchwilen  | +007 963,                  | +0012,41         | 642                |
| Schlatt                    | 4546   | Frauenfeld  | +001 859,                  | +0015,53         | 120                |
| Sommeri                    | 4446   | Arbon       | +000654,                   | +0004,21         | 155                |
| Steckborn                  | 4864   | Frauenfeld  | +003 997,                  | +0008,76         | 456                |
| Stettfurt                  | 4606   | Frauenfeld  | +001 237,                  | +0006,36         | 194                |
| Sulgen                     | 4506   | Weinfelden  | +004 056,                  | +0009,13         | 444                |
| Tägerwilen                 | 4696   | Kreuzlingen | +005 147,                  | +0011,52         | 447                |
| Thundorf                   | 4611   | Frauenfeld  | +001 598,                  | +0015,61         | 102                |
| Tobel-Tägerschen           | 4776   | Münchwilen  | +001 616,                  | +0007,11         | 227                |
| Uesslingen-Buch            | 4616   | Frauenfeld  | +001 120,                  | +0014,01         | 80                 |
| Uttwil                     | 4451   | Arbon       | +001 918,                  | +0004,34         | 442                |
| Wagenhausen                | 4871   | Frauenfeld  | +001 787,                  | +0011,84         | 151                |
| Wäldi                      | 4701   | Kreuzlingen | +001 119,                  | +0012,23         | 91                 |
| Wängi                      | 4781   | Münchwilen  | +004 816,                  | +0016,43         | 293                |
| Warth-Weiningen            | 4621   | Frauenfeld  | +001 400,                  | +0008,2          | 171                |
| Weinfelden                 | 4946   | Weinfelden  | +011 893,                  | +0015,5          | 767                |
| Wigoltingen                | 4951   | Weinfelden  | +002 600,                  | +0017,15         | 152                |
| Wilen                      | 4786   | Münchwilen  | +002 508,                  | +0002,27         | 1105               |
| Wuppenau                   | 4791   | Weinfelden  | +001 189,                  | +0012,15         | 98                 |
| Zihlschlacht-Sitterdorf    | 4511   | Weinfelden  | +002 534,                  | +0012,2          | 208                |
| Partie du lac de Constance | 9329   |             | +00 0000,                  | +0128,09         | 0                  |
| Total                      | Total  | Total       | +289 650,                  | +0991,02         | 292                |

La commune de Horn est enclavée entre le canton de Saint-Gall et le lac de Constance.